# Alfred Edwards
Alfred Ormond Edwards (12 d'octubre de 1850 – 4 d'abril de 1923) fou un home de negocis anglès i pioner del futbol. El 1899, fou un dels pares fundadors i primer president del club de futbol italià AC Milan sota el nom original de Milan Foot-Ball and Cricket Club.

## Biografia
Alfred Ormond Edwards va néixer el 12 d'octubre de 1850, a Skyborry, Shropshire, Anglaterra, a prop de Knighton, Powys, just a la frontera entre Anglaterra i Gal·les. Fou el setè fill de Charles Edwards i Theadosia Edwards (nascuda Piper). Va casar-se amb Eliza Fanny Oriel el 7 d'agost de 1879, a Hammersmith, Londres. Després d'haver-se mudat a Milà, Itàlia per qüestions empresarials, el desembre de 1899 fou un dels dotze homes que fundaren el club de futbol AC Milan, sota el nom original de Milan Foot-Ball and Cricket Club. Va ser nomenat primer president del club, en un càrrec que va ocupar fins al 1909, quan va retornar a Anglaterra. Durant el seu temps a Milà, també va ser el vice-cònsol britànic. Edwards va morir a Bridgnorth el 1923, després d'un període de malaltia. És enterrat en el cementiri municipal local.